# Polish Women’s Alliance of America
Polish Women’s Alliance of America (pol. Związek Polek w Ameryce) – organizacja polonijna zrzeszająca Polki oraz Amerykanki pochodzenia polskiego mieszkające w Stanach Zjednoczonych.
Powstała w 1898 roku z inicjatywy Stefanii Chmielińskiej, Anny Neumann i Teofili Samolińskiej, początkowo pod nazwą Towarzystwo Związek Polek w Ameryce. Zebranie organizacyjne odbyło się 12 października 1899. Siedzibą związku było Chicago w stanie Illinois

## Członkinie honorowe
Członkiniami honorowymi Związku są:
- Maria Konopnicka
- Barbara Mikulski
- Helena Modrzejewska
- Eliza Orzeszkowa
- Helena Paderewska
- Maria Rodziewiczówna
- Irena Sendlerowa
- Helena Sikorska
- Maria Skłodowska-Curie